# Скат (игра)
Скат (нем. Skat) — карточная игра, распространённая в Германии и в регионах США с большим немецким населением, например Висконсине и Техасе. Существует одноимённая американская игра с другими правилами.
Игра для трёх игроков. Используется колода в 32 карты.
Колода из 32 карт в этой игре состоит из карт достоинством 7, 8, 9, 10, валет, дама, король и туз, мастей бубны, червы, пики и трефы. Джокер в игре не участвует. Игроки в Восточной и Южной Германии и в Австрии предпочитают «немецкие» колоды с мастями желуди, листья, сердца и бубенчики. На турнирах сейчас используется смешанная колода, которая имеет стандартные масти, но с зелеными пиками и желтыми бубнами. Выбор колоды не влияет на правила игры.
Хотя игра изначально выглядит довольно просто, в ней есть большая глубина. Чтобы стать хорошим игроком, надо тренироваться несколько лет. Хорошие игроки могут узнать неизвестные карты на руках соперников за несколько ходов, этим получая преимущество.

## Организация игроков
Игры лиги организованы по всему миру Международной Ассоциацией Игроков в Скат (ISPA) и в Германии Немецкой ассоциацией ската (DSkV) и в интернете Немецким онлайновым сообществом ската. В Великобритании продвижением игры и организацией турниров занимается Британская ассоциация ската.
Очень часто можно случайно присоединиться к игре в кабаках Германии, хотя некоторые игроки не любят играть с начинающими.

## История
Правила ската были разработаны около 1810 года в Альтенбурге, который сейчас расположен в федеральной земле Тюрингия, Германия и были основаны на игре Тарок (также известной как Тарот) для трёх игроков и на игре для четырёх игроков Шафкопф. Главным нововведением является процесс торговли, описанный ниже.
Первые правила игры были опубликованы в 1886 также в Альтенбурге. Несмотря на это правила продолжали различаться от области к области. С 1 января 1999 как ISPA так и DSkV используют одинаковые правила.

## Правила игры
Из-за множества вариантов правил ската, правила, приведённые ниже, являются общими. Для правильного объяснения игры лучше связаться с игроками в скат, находящимися рядом.

### Общие принципы
Во всей игре каждый из трёх игроков играет за себя, но в каждой отдельной игре один игрок, выбранный в процессе торговли, играет против двух других. Если играют четверо, то каждый игрок пропускает один раунд из четырёх. Противникам не разрешается общаться друг с другом любыми путями, кроме как своим выбором карт, которыми они будут ходить.
Главная цель в «нормальной» игре — набрать больше половины очков. Тот, кто делает это, зарабатывает несколько игровых очков; тот, кто проигрывает, теряет игровые очки. В конце раунда выигрывает человек, набравший больше всего игровых очков. Игровые очки набираются по результатам торговли, а проигравший теряет в 2 раза больше очков, чем выигрывает.

### Раздача
Игра начинается с раздачи всех карт трём игрокам. Раздача происходит по кругу по часовой стрелке или против неё, так что человек слева от раздающего становится раздающим в следующей игре. Карты размешиваются и раздаются рубашкой вверх, так что каждый игрок имеет 10 карт. Оставшиеся две карты остаются отдельно в качестве ската. Правила требуют, чтобы раздача происходила следующим образом: 3, скат, 4, 3 (числа являются числом карт, которые получает каждый игрок). В игре на четырёх игроков раздающий не раздает карт себе и пропускает остаток раунда.

### Торговля
Система торговли (нем. Reizen) выясняет, какой из трёх игроков будет играть один против двух других.
Если несколько игроков хотят играть, тогда рассчитанная цена торгов определяет, какой игрок будет играть. Торговля всегда начинается с минимальной возможной игры (18). Дальше следуют шаблонные вопросы и ответы.

## Компьютерные игры
- LsKat (Lieutenant Skat) — в наборе игр KDE Games.

## В литературе и искусстве
Игра в скат неоднократно упоминается в романе Э.М.Ремарка  «На Западном фронте без перемен» (1929), как часть фронтового быта немецких солдат  1-й мировой войны.